# Râul Lupoaia, Moldova
Râul Lupoaia este un curs de apă, afluent al râului Moldovița.

## Hărți
- Harta județului Suceava